# Зазаки
Заза́ки (Zıwanê Zazaki; самоназв.: Zıwanê Kirdkî или Zonê Ma) — северо-западный иранский язык подгруппы заза-горани, один из диалектов курдского языка.
Распространен в регионах восточной части Турции, называемых Северным Курдистаном. Встречается также в диаспорах на западе Турции и в Западной Европе.
Объединяет в себе три взаимопонятных разновидности: кырманджки, кырдки и дымлики. Самый ранний текст на зазаки датируется 1798 годом и написан на арабице.

## Наименование
Лингвоним Zazaki происходит от эндоэтнонима заза (zāzā) — означает «заика» или же «немой», что вызвано обилием сибилянтов и аффрикат в зазаки. У самих носителей общего самоназвания для языка нет.

## Классификация
Самый близкий диалект к зазаки — горани, с которым они классифицируется в заза-горани, — лингвистическую подгруппу курдского диалектного континуума. Дальше по родственности идут каспийские языки и другие курдские диалекты. По мнению филолога Людвига Пауля, зазаки ближе всего к древнему иранскому языку азари.
Носители зазаки обычно считают себя частью курдской общности, поэтому в курдской литературе зазаки обычно рассматривается как диалект курдского языка. Тем не менее различия между зазаки и прочими курдскими диалектами достаточно глубоки, взаимопонимание между ними проблематично, в связи с чем среди некоторых лингвистов принято считать зазаки отдельным языком.
Позиции того, что зазаки является отдельным языком, придерживались немецкие иранисты XIX — начала XX века. После издания книги «Диалекты зазаки» эта точка зрения стала главенствующей в Германии.
По мнению русского востоковеда В. Ф. Минорского зазаки является одним из наречий курдского языка. Той же позиции придерживается другой русский востоковед И. А. Смирнова, которая считала, что зазаки — один из двух составляющих диалектов курдского языка. Многие другие источники также заявляют о принадлежности зазаки к курдскому языку.

## Носители
Согласно Ethnologue, число носителей, включая все разновидности, составляет 1,5—2,5 млн. чел. По Невинс, число носителей зазаки составляет от 2 до 4 млн человек. Большинство курдов-заза являются билингвами и знают турецкий язык, многие также разговаривают на курманджи.
Долгое время язык был бесписьменным. Впервые он стал эпизодически появляться в переписке в середине XIX в. (с использованием арабицы). Использование латиницы получило распространение в конце XX в. в основном среди эмигрантов, а также в пока малочисленных изданиях в Турции.

## Распространение
Распространён на территории Турции в западной части Армянского нагорья, между истоками рек Евфрат и Тигр, в провинциях Тунджели, Эрзинджан, Бингёль, Сивас, Эрзурум, Варто, Элязыг, Диярбекир, Сиверек, Адыяман, а также частично в нескольких деревнях Малатьи, Мардина, Мутки, Аксарая.

## Диалекты
Зазаки делится на два крупных диалекта: северный и южный (по некоторым классификациям выделяют и центральный). Различия между ними в основном фонетическо-морфологические.
Людвиг Пул заявлял, что точное количество диалектов зазаки неизвестно, потому что этот идиом представляет собой диалектный континуум. Встречается множество смешанных говоров, которых неясно куда относить — к курманджи или к зазаки.

## Лингвистическая характеристика

### Фонетика
Фонетике зазаки присущи черты, характерные для северо-западных иранских языков. Согласные зазаки представлены в таблице
| Место артикуляции | звонк./глух. | лаб. | дент.             | альв. | палат.  | веляр. | увуляр. | ларинг. |
| ----------------- | ------------ | ---- | ----------------- | ----- | ------- | ------ | ------- | ------- |
| Смычные           | глух.        | p    | t                 |       | tʃh (ç) | k      | q       |         |
| Смычные           | звонк.       | b    | d                 |       | dʒ (c)  | g      |         |         |
| Фрикативы         | глух.        | f    |                   | s     | ʃ (ş)   | x      |         | h       |
| Фрикативы         | звонк.       | v    |                   | z     | ʒ (j)   | ʁ (ğ)  |         |         |
| Полугласные       | звонк.       | w    |                   |       | j (y)   |        |         |         |
| Носовые           | звонк.       | m    | n                 |       |         |        |         |         |
| Латеральные       | звонк.       |      | l                 |       |         |        |         |         |
| Вибранты          | звонк.       |      | ɾ (r) / r (rr, R) |       |         |        |         |         |

В скобках обычное представление тех фонем в современных текстах на зазаки, которые базируются на турецком письме. Звук /tʃh/ записывается буквой ç, /dʒ/ как c и т. д. Различия между вибрантами /r/ и /ɾ/ состоят лишь в интенсивности артикуляции, причём звук может иметь смыслоразличительное значение (pere «деньги» и perre «крыло», tore «обычай» и torre «рыболовная сеть»).
К гласным языка заза относятся /i/, /e (ê)/, /ε (e)/, /a/, /o/, /u/, /ü/, /ɨ (ı)/. В скобках приведена орфография. Долгота-краткость гласных нефонематична.

### Морфология
Морфология характеризуется относительно высокой степенью флективности имени, двухпадежной системой склонения (в ед. и мн. числах), развитой категорией рода и изафетной конструкцией, которая, в отличие от изафета многих иранских языков, отражает категории числа и рода определяемого имени. Широко развита в зазаки система послелогов, которая почти вытеснила предлоги. В глаголе отмечается трёхосновность спряжения (выделяются основы презенса, аориста и претерита, с ними употребляются три типа личных окончаний). Глагольное спряжение охвачено категорией рода. Наклонений три: изъявительное (с формами презенса, претерита, имперфекта, перфекта, плюсквамперфекта), сослагательное (с формой настоящего времени, называемой обычно аористом) и повелительное. В заза присутствует расщеплённая эргативность.
Ядро лексики составляют исконно иранские слова, вместе с тем отмечается много арабских и турецких заимствований. Особо следует выделить слова, общие или близкие с талышскими.

### Лексика
Ниже приведены сравнения некоторых высокочастнотных слов и выражений в разных курдских идиомах.
| Русский язык     | Курманджи       | Сорани   | Южнокурдский | Зазаки  | Горани            |
| ---------------- | --------------- | -------- | ------------ | ------- | ----------------- |
| Я (местоимение)  | Ez, min         | Min      | Mi           | Ez, min | Amin, Min         |
| Ты (местоимение) | Tu, te          | To       | Ti           | Ti, To  | To, Etû, Tû       |
| Я делаю          | Ez dikim        | Min ekem | Mi kem       | Ez kenu | Amin / Min mekerû |
| Я иду            | Ez diçim        | Min eçim | Mi çim       | Ez şonu | Min milû          |
| Много            | Pir, gelek, zaf | Zor      | Frash        | Zaf     | Zor / fira        |
| Сказал           | Got             | Wut      | Wet          | Vat     | Wat / vat         |
| Сейчас           | Nika, niha      | Esta     | Îrênge       | Nika    | Îse               |
| Пришёл           | Hat             | Hat      | Hat          | Ame     | Ame               |
| Голос            | Deng            | Deng     | Hena         | Veng    | Deng              |
| Большой          | Gir, mezin      | Gawra    | Kel´n        | Pîl     | Gore              |
| Ветер            | Ba              | Ba       | Wa           | Va      | Va / Wa           |
| Дождь            | Baran           | Baran    | Waran        | Varan   | Baran             |
| Плохой           | Xirab           | Xrap     | Gen          | Xirab   | Xirab             |

Лексически зазаки схож с горани, а грамматически — с курманджи.
Схожести зазаки с севернокурдским:
1. Подобные личные местоимения и их использование[26];
2. Энклитика «у»[26];
3. Очень похожая эргативная структура[27];
4. Мужская и женская система изафета[28];
5. В обоих языках есть именительный падеж и косвенный падеж с окончаниями -î в мужском и -ê в женском роде;
6. Оба языка утратили притяжательную энклитику, в то время как она существует в других диалектах, на которых говорят курды (сорани и горани);
7. Подобные гласные фонемы (представляют диалектное произношение).